# Nacogdoches
Nacogdoches is een plaats (city) in de Amerikaanse staat Texas, en valt bestuurlijk gezien onder Nacogdoches County.

## Demografie
Bij de volkstelling in 2000 werd het aantal inwoners vastgesteld op 29.914.
In 2006 is het aantal inwoners door het United States Census Bureau geschat op 31.135, een stijging van 1221 (4.1%).

## Geografie
Volgens het United States Census Bureau beslaat de plaats een oppervlakte van
65,5 km², waarvan 65,3 km² land en 0,2 km² water.

## Plaatsen in de nabije omgeving
De onderstaande figuur toont nabijgelegen plaatsen in een straal van 32 km rond Nacogdoches.

## Geboren
- Ernie Fields (1905–1997), jazz-trombonist en orkestleider
- Bob Luman (1937–1978), country- en rockabillyzanger
- Clint Dempsey (1983), voetballer